# Trilogía de Thrawn
La trilogía de Thrawn, también conocida como la trilogía de la Nueva República o Trilogía Heredero del Imperio, es una serie de novelas superventas escrita por Timothy Zahn entre 1991 y 1993. El primer libro marcó el fin de la notable sequía de nuevo material de Star Wars desde el lanzamiento de Star Wars: Episodio VI - El Retorno del Jedi. 
Ambientada aproximadamente cinco años después de los eventos descritos en El retorno del Jedi,  la trilogía detalla las campañas ofensivas del genio militar Gran Almirante Thrawn mientras intenta derrocar a la recién fundada Nueva República en un intento por restaurar el poder del Imperio Galáctico. La serie presenta varios personajes notables del UE, tales como Mara Jade y Talon Karrde
Fue seguida por la serie de dos libros The Hand of Thrawn (1997 y 1998), también escrita por Zahn. La trilogía Thrawn vendió un total combinado de 15 millones de copias, y Heir to the Empire alcanzó el puesto número 1 en la lista de los más vendidos del New York Times.  La trilogía ha sido recibida con elogios de la crítica y su éxito se atribuye a la creación del Universo Expandido de Star Wars.En el reinicio del UE en 2014, los personajes y conceptos de la trilogía Thrawn se adaptaron a los medios canónicos, con Thrawn apareciendo en las series de televisión Star Wars Rebels y Ahsoka, interpretado por Lars Mikkelsen, Rukh apareciendo en la serie anterior con la voz de Warwick Davis y Gilad Pellaeon que aparece en la tercera temporada de The Mandalorian interpretado por Xander Berkeley.  Zahn también escribiría dos nuevas trilogías alternativas de Thrawn en el nuevo canon: Thrawn (2017-2019) y Thrawn Ascendancy (2020-2021), además de asesorar en Ahsoka.

## Resumen
Al comienzo del primer libro, la rebelión, ahora conocida como la Nueva República, sigue luchando para limpiar la última resistencia Imperial y establecer un gobierno. Afuera, en los límites de la galaxia, el más brillante de todos los Almirantes elegidos está fortaleciéndose y se prepara para atacar a la Nueva República. Después de convencer a un Jedi Oscuro para ponerse de su lado, el Gran Almirante Thrawn está seguro de su victoria.

## Desarrollo
La idea de una trilogía post-película fue concebida por Lou Aronica, editor de Bantam Books, que propuso una serie tan "ambiciosa como eran las películas".  Lucas inicialmente se mostró escéptico ante la propuesta, pero aceptó; Bantam Spectra luego incorporó a Timothy Zahn para escribir la trilogía.
A Zahn se le dio libertad para desarrollar la dirección que debía tomar la historia, con un mínimo rechazo por parte de Lucasfilm.  Antes de comenzar a trabajar en los libros, a Zahn solo se le dieron dos reglas: la serie tenía que tener lugar de tres a cinco años después del Retorno del Jedi, y ningún personaje asesinado en las películas podía regresar.  Los cambios solicitados por Lucasfilm incluyeron cambiar un clon malvado de Obi-Wan Kenobi por el nuevo personaje de Joruus C'baoth y el cambio de nombre de la especie de Rukh de Sith a Noghri. Para proporcionarle material para la construcción del mundo existente, Lucasfilm suministró a Zahn contenido complementario del juego de rol de mesa Star Wars: The Roleplaying Game.

Al concebir al antagonista de la serie, Zahn deseaba un villano que fuera menos brutal que Darth Vader o el Emperador Palpatine.  En cambio, Zahn buscó inspiración en los comandantes militares a lo largo de la historia e imaginó un adversario que podría ser más astuto que los protagonistas.  Al crear el personaje de Thrawn, Timothy Zahn dijo:
Creo que es porque era muy diferente de cualquier otro villano que hubiéramos visto en Star Wars en ese momento. La mayoría de los imperiales parecían seguir la escuela de pensamiento de “golpéalo con una piedra” con respecto a la oposición. Thrawn, por el contrario, utilizó estrategia y una planificación cuidadosa y, por lo general, logró estar dos o tres pasos por delante de la Nueva República. A los lectores les gusta que sus villanos sean un desafío para los héroes porque eso los obliga a dar su mejor juego al campo. Cuanto más inteligente sea el oponente y más difícil sea la lucha, más satisfactoria será la victoria.
El título provisional original de Heir to the Empire era "Wild Card", que fue rechazado por Lucasfilm porque creían que era demasiado similar a la serie Wild Cards de Bantam. También se rechazó el nombre alternativo "La Mano del Emperador".  Gambito del Señor de la Guerra también era un título potencial, pero finalmente se eligió Heredero del Imperio, lo que según Zahn fue sugerido por Aronica. 

## Recepción
La trilogía ha vendido un total combinado de 15 millones de copias. En el libro La historia secreta de Star Wars, Michael Kaminski asegura que la trilogía de Thrawn reavivó el interés público en la franquicia de Star Wars, interés que había desaparecido tras el lanzamiento de Star Wars Episodio VI: El Retorno del Jedi en 1983. Según Kaminski, es posible que este renovado interés fuera un factor en la decisión de George Lucas para crear la trilogía precuela.
En agosto de 2011, la serie entró en la posición 88 de la lista de los 100 mejores libros de ciencia ficción y fantasía de NPR, según la votación de más de 60 000 participantes.
Escribiendo para Tor.com, Ryan Britt declaró que Heredero del Imperio estaba más cerca de la ciencia ficción tradicional que de la fantasía espacial épica por la que era conocida Star Wars; También felicita al personaje de Mara Jade por mejorar la percepción de los personajes femeninos en la franquicia y no adherirse a los estereotipos de "damisela en apuros". Al uso de material complementario de Star Wars: The Roleplaying Game por parte de Zahn se le atribuye la creación de una sensación de unidad entre diferentes publicaciones, lo que permite un universo compartido más creíble.
Algunas críticas han sido más críticas, y el prolífico autor del sitio de fans Jonathan Hicks dijo que la Fuerza está trivializada y que había demasiadas referencias a las películas originales, en una reseña del año 2000 republicada por starwars.com.
La trilogía permitió a Lucasfilm expandir sus medios no cinematográficos hacia la corriente principal, a diferencia de los mercados más especializados de cómics y juegos de rol en los que se centraba anteriormente.  El éxito de la serie llevó a Lucasfilm a encargar inmediatamente más libros para continuar la historia de Star Wars.

## Adaptaciones
Los tres libros fueron posteriormente adaptados como cómics por Dark Horse Comics. Se publicaron seis números diferentes por cada libro de la serie, que se relanzaron en 2009 como una única novela gráfica de tapa dura. Robert Townson, vicepresidente de Varèse Sarabande Records, estuvo debatiendo la posibilidad de una banda sonora para la trilogía, pero no ha pasado a más.

### Adaptaciones para juegos de rol
Cada novela de la trilogía tenía su propio libro de consulta para el juego de rol de Star Wars creado por West End Games. Cuando las reglas para los juegos de rol de Star Wars cambiaron, los tres volúmenes se unieron en un mismo libro para toda la trilogía de Thrawn, que también sirvió como una segunda edición de los tres libros de consulta originales. De acuerdo con Zahn, la escritura de la trilogía fue coordinada con materiales ya existentes de West End Games (por orden de Lucasfilm), que "llenaron en un montón de lagunas que no había podido llenar".

## Legado
A la trilogía Thrawn se le atribuye ampliamente la revitalización de la franquicia Star Wars,  aunque el propio Zahn se mostró escéptico al respecto. El éxito de la trilogía ha sido citado como el comienzo del Universo Expandido de Star Wars. 
Zahn continuaría escribiendo un par de libros secuelas, en la duología Hand of Thrawn (Espectro del pasado (1997) y Visión del futuro (1998)), ampliando los antecedentes del personaje de Thrawn. Más tarde desarrollaría aún más el legado de Thrawn al escribir Survivor's Quest (2004) y, posteriormente, la novela precuela Outbound Flight (2006).
Aunque Lucas no consideró canónico el Universo Expandido, adoptó el nombre de Coruscant para la capital galáctica en la trilogía precuela, que fue creada por Zahn en El Heredero del Imperio.  Si bien la trilogía de Thrawn dejó de ser canónica luego de la adquisición de la franquicia Star Wars por parte de Disney, Lucasfilm volvió a canonizar al personaje de Thrawn desde que fue presentado en Star Wars Rebels. Además, Zahn poco después volvería a escribir una trilogía alternativa en torno al personaje de Thrawn, en Star Wars: Thrawn (2017), Thrawn: Alliances (2018) y Thrawn: Treason (2019), y luego crearía una trilogía precuela sobre el personaje llamada Ascendency.